# 岸部四郎
岸部 四郎（きしべ しろう、1949年〈昭和24年〉6月7日 - 2020年〈令和2年〉8月28日）は、日本のタレント、俳優、司会者、実業家。1994年から2000年代中期頃を除き、岸部シロー名義も用いていた。元ザ・タイガースのメンバー。
京都府京都市出身。父は元憲兵。兄は同じくザ・タイガースのメンバーであった岸部一徳。甥に一徳の長男である岸部大輔がいる。京都市立近衛中学校卒業。

## 来歴・人物

### ザ・タイガース時代
中学卒業後に印刷会社へ就職。のちに退職しバンドボーイとなる。
タイガースのデビュー後にしばらく音楽面でのアドバイザーを務めたあと、メンバーと渡辺プロダクションの援助で1968年（昭和43年）7月アメリカへ渡り、留学の名目で『ミュージック・ライフ』の音楽特派員として活動。
1969年（昭和44年）3月、タイガースから加橋かつみが脱退したため、兄・一徳(本名:修三)からの電話によって呼び戻され、新メンバーとなる。加橋の後釜としてギターを担当するが、加入当初は実際には弾けず、弾く真似をしていた。また、タンバリンを演奏したり、加橋のヴォーカルパートを引き継ぐ。岸部の加入は、事務所とメンバーの総意により決まったものである。岸部が楽器経験無しでもタイガースに必要とされたのは、渡辺プロダクションが書いた“グループの危機を、一徳の弟が救う”という筋書きのためと言われている。
岸部の加入により、タイガースもユニフォームの常時着用をやめ、ステージのレパートリーではフォークソングやハードロックを取り入れるなど積極的にイメージチェンジを図り、それまでの「白馬に乗った王子様」的なアイドルのイメージより徐々に脱却。あえて積極的に近畿方言を話し、また当時のアイドルではタブーとされていたメガネを1970年頃から着用しだし、以後トレードマークとなった。
話術で実力を発揮し、京都出身の岸部がボソッとつぶやく関西弁がウケたことから、その後タイガースのライブでトークコーナーが設けられた。そして司会を担当したステージでは軽快なトークを披露することで次第に好評を得た岸部は、その気さくなキャラクター性が受け入れられ、単独でのTV出演を果たす。ステージでは主に『花の首飾り』『ホリデイ』などそれまで加橋がソロを担当していた曲に加え、ドノヴァンなどのフォークソングも得意とした。
また1970年（昭和45年）には岸部一徳とのユニット「サリー&シロー」名義でもアルバムを発表。このころには、ある程度のリズムギターおよびタンバリンをこなせるようになっており、同年8月22日の田園コロシアムにおけるコンサートや、1971年（昭和46年）1月24日の日本武道館での解散公演では、実際に演奏しているのが映像から確認できる。

### タレント活動
タイガース解散後（この頃に最初の妻と結婚）も岸部の人気は衰えず、1971年（昭和46年）、ブレッド&バターに合流した後、当時所属していた渡辺プロ（現：ワタナベエンターテインメント）のザ・ピーナッツ、天地真理などのステージで司会や、当時ブームとなった青春ドラマなどの俳優として活動。以降つかみどころのない独特の存在感を魅力に、役者として様々なドラマや映画に出演するようになる。
1978年（昭和53年）、テレビドラマ『西遊記』（日本テレビ系列）に出演し、関西弁を話す飄々とした沙悟浄役で注目された。
1984年（昭和59年）10月から、沢田亜矢子の後任として『ルックルックこんにちは』（日本テレビ系列）の司会に抜擢された。同番組では“口数は少ないが淡々と進行する”スタイルで司会をしており、これは本人なりのポリシーだった。その後、自己破産（後述）により降板する1998年4月まで13年半にわたって担当した。
1994年（平成6年）渡辺プロダクションから独立と再婚を機に本名の「四郎」に改名。

### 浪費癖・事業欲・自己破産・芸能活動自粛
生来貯金が苦手なうえに、人のよさが過ぎ連帯保証人を次々に引き受けたこと、自身も浪費癖があったこと、事業欲から無謀な挑戦（ヘリコプターのヘリコミューター、アメリカのディスコ買収等）を繰り返したこと、芸妓たちとのお茶屋遊びに興じたことなどで多額の負債を抱えた。税理士の調査の結果、借金が1億円におよんでいたことが発覚（婦人公論のインタビュー記事によると実際は5億2000万円、『大御所ジャパン!』によると事業失敗で約20億円）。自己破産に陥った。その影響で、1998年（平成10年）4月6日に突如『ルックルックこんにちは』を自主降板し、芸能活動自粛を余儀なくされる（『ルックルック』を自主降板したのは、かつて所属していた渡辺プロに圧力をかけられ、仕事を干される危機感を持ったためとされる）。
翌年3月に破産宣告を受ける。
当時、他人の連帯保証が主因として、一種の被害者と報道されることが多かったが、もともと骨董のコレクションに傾倒し、破産以前に発売された雑誌『太陽』のコレクター特集で「俺の目利きはかなりのもの。コレクション売ったら購入価格以上になる。億はつかったけどこれは資産」、「骨董に嵌って破産するような奴は馬鹿」とコメントするなど、浪費癖が目立っていた。破産後に『文藝春秋』に寄せた手記でも、骨董品収集が破産の原因になったことを告白している。また、本人は過去に「（最初の）結婚後に子供ができた時点ですぐに家を買ったし、骨董品、オーディオ機器、自転車など、欲しいと思ったらポンポン買っていた」と語ったこともある。

### 自己破産以降・闘病生活
自己破産以降、その自虐的な出来事を売りものにして、バラエティ番組に出演することが多くなる（ただしレギュラー番組を持つには至らず）。「オレを誰や思てんねん! 元・金持ちやぞっ!!」など、自虐的な台詞もいとわない。『めちゃ2イケてるッ!』ではそれが顕著で、沙悟浄役であったことをネタにきゅうりで釣られたりしている。
2003年（平成15年）に脳内出血で倒れ、緊急入院。生死の境をさまようも一命を取りとめ、その後退院した。この後遺症で視野狭窄を患い、右目の視野が3分の1しかないことを自身のブログで告白した。
2005年（平成17年）、ドラマ『電車男』に主役の伊藤淳史の父親役で出演したころから、旧芸名「岸部シロー」も使うようになっている。彼が詐欺師役で出演したドラマ『クロサギ』の最終話では、かつての自己破産経験を思わせる台詞を発している。
2007年（平成19年）4月6日、妻が心臓発作により急死。43歳没。同年9月11日発売の週刊女性のインタビューに応じて胸中を語った。
2008年（平成20年）、12012のシングル「MERRY GO WORLD」のPVに出演した。
2009年（平成21年）、身体の身動きが取れなくなり、救急車を呼んで入院。このころから体調が悪化し、メディアへの露出が困難となってしまう。
2011年（平成23年）4月16日、フジテレビONEで『岸部のロック』という、自らのロック体験を語る番組に出演。
2012年（平成24年）1月24日、沢田研二ライブツアー最終日の日本武道館公演で一徳に支えられながら登場、第2期ザ・タイガースメンバーが見守る中で『若葉のころ』を歌唱した。
2012年（平成24年）12月、『情報ライブ ミヤネ屋』に出演。同年2月に骨折で入院し、手術を受けて以降老人ホームで暮らす様子が映される。芸能活動からは事実上引退となった。
2013年（平成25年）12月27日、ザ・タイガースライブツアー最終日の東京ドーム公演に再び車椅子姿で登場、他のタイガースメンバーが見守る中で『イエスタデイ』を歌唱し、これによって、結成以来初めてタイガースの全てのメンバーが揃うこととなった。
2014年（平成26年）11月21日、新橋ヤクルトホールで行われた「森本太郎とスーパースター再結成15周年コンサート」に、兄の一徳、甥の大輔とともにゲスト出演。一徳らの演奏に合わせて歌声を披露したのが、公の場で見せた最後の姿となった。
2020年（令和2年）8月28日、拡張型心筋症による急性心不全のため千葉県内の病院で死去。71歳没。その死は9月15日に報道された。

## 主なギャグ
- 「今何時? ビーフ味!」「ウシウシ」

明星ラーメンビーフ味のCM（昭和47年）に出演したときのセリフ。当時子供たちを中心に流行した。「ウシウシ」は「ウッシッシ」とは異なる。
- 「オレを誰や思てんねん! 元・金持ちやぞっ!!」

バラエティ番組に出演するときに、若手芸人・タレントからツッコまれるときに言い返すセリフ。
- 「もう、金しかないなぁ!」

『ダウンタウンのガキの使いやあらへんで!!』で再三再四ドッキリに引っかかったときにダウンタウンらに言い放ったセリフ。

## その他
- 父親は終戦後は、囲碁の先生やアパートの管理人など職を転々としていたため、収入は不安定だった[1]。
- 「前に出るより、いつも一歩下がった場所にいる」というのが、若い頃からの処世術だった[1]。
- 本人は役者業について自著で以下のように記しているという。「“決められた位置でピタッと止まる”ということに一種の喜びを見出します。元々専門でもない役者の仕事を続けてこられたのは、この“自分だけの小さな喜び”をたくさん作ってきたおかげでしょう」[1]。
- 『西遊記』収録の休憩時間、「俺は1億円持っている」と共演していた夏目雅子を口説いていた。一方、ロケの仲間内で食事をしても、芸能人として先輩にあたる左とん平や堺正章ばかりに勘定を払わせ、自身はトイレに逃げ込んだりするなど、「ケチ」で当時から有名であった。ただし不仲ではなく、岸部の訃報を聞いた堺は「同じグループサウンド出身でもあっただけに悲しい」と追悼のコメントを残している[14]。
- 『あしたのジョー』（劇場アニメ版）に「マンモス西」役として声優出演している。
- NHK『おしゃべり人物伝』で兄の一徳とライト兄弟役で共演し、これがテレビ番組初共演となった。
- 借金で苦しんでいるとき、兄の一徳からマネージャーを介してまとまった金を受け取った。マネージャーを通して後で返すと伝えると、一徳からは「返済不要」との返事がかえってきた[15]。
- ギャランティーの支払いは、現場での日払い（取っ払い）に固執していた。これは、銀行振込だと口座から自動的に借金が引き落とされるために、現金の手渡しでなければ金を自由にできないという事情からであった。
- 松本竜助が自己破産した際、破産仲間として漫才コンビ結成を持ちかけられたが断った。
- 趣味は古本収集（特に初版本）、骨董品集め、インターネットオークションなどである。
- 上岡龍太郎は中学校の先輩。また、上岡の実家の近所に住んでいたことから、家の前を通っては「ここは漫画トリオのパンチ（上岡の旧芸名・横山パンチのこと）の家や」と触れて回っていたという[16]。
- タイガースが解散してまもない1971年(21歳)のころに、アメリカ合衆国で知り合い以前から交際を続けていた1歳年上のアメリカ人との混血女性と結婚[17][18]。この最初の妻とのあいだに一男一女[17][18]をもうけたが、1984年に離婚し（1986年とも言われている）、養育費や家のローンなどに毎月120万円を払い続けた[1]。借金の理由の一つにこの前妻への慰謝料や養育費が嵩んだことが挙げられている。その後再婚したが、前述のとおり2007年に死別。
- 破産した後クッキーと名付けた犬を飼うようになり、特に再婚の妻に先立たれてからはクッキーを支えに暮らした[1]。しかしその後、自身の病気もあって新たな飼い主を募集していたという。
- 役者デビューして間もない頃、「まぁまぁ売れているんだけど、今イチやな」という人の会（正式名称かは不明）を結成した。所属メンバーは当時若手俳優の小倉一郎、森本レオ、大和田獏など。小倉によると「何度か皆で食事をしながら会合を開きましたが、会はいつの間にか自然消滅しました」とのこと[1]。

## 主な出演

### 映画
- ザ・タイガース ハーイ!ロンドン（1969年、東宝）
- 喜劇 やさしくだまして（1972年）
- 虹をわたって（1972年）
- 喜劇 泥棒大家族 天下を盗る（1972年）
- 喜劇 ここから始まる物語（1973年）
- 新座頭市物語 笠間の血祭り（1973年）
- グアム島珍道中（1973年）
- ムツゴロウの結婚記（1974年）
- 喜劇 だましの仁義（1974年）
- 喜劇 大誘拐（1976年）
- ラグビー野郎（1976年）
- 桃尻娘（1978年-1980年）
- 愛の嵐の中で（1978年）
- えきすとら（1982年）
- アイコ十六歳（1983年）
- 刑事物語2 りんごの詩（1983年）
- ハチ公物語（1987年）
- ほんの5g（1988年）
- ぼくと、ぼくらの夏（1990年）
- アイデン&ティティ（2003年）
- クロサギ（2008年） ‐ 御木本篤

### 映画（声優）
- くるみ割り人形（1979年）
- あしたのジョー（1980年） - マンモス西
- あしたのジョー2（1981年）
- 耳をすませば（1995年） - 担任の先生

### テレビドラマ
近畿方言で演じる役柄が多い。
- お荷物小荷物（朝日放送・1970年-1971年）
- おかしな四つ児（TBS・1971年）
- どくとる親子奮闘記（フジテレビ・1971年）
- 時間ですよ（TBS）
- 刑事くん 第39話（TBS・1971年-1972年）
- 父子鷹（関西テレビ・1972年）
- おはよう（TBS・1972年）
- おとこ鷹（関西テレビ・1972年）
- パパと呼ばないで 第25話（日本テレビ・1972年-1973年）
- おこれ!男だ（日本テレビ・1973年）
- どてらい男（関西テレビ・1973年-1976年）
- かたぐるま（フジテレビ・1974年）
- おんな家族（TBS・1974年）
- 家族あわせ（TBS・1974年）
- あの角の向う（NHK総合・1974年）
- 銀河テレビ小説（NHK総合）
  - 黄色い涙（1974年） - 向井竜三 役
  - 僕たちの失敗（1974年）
- ふりむくな鶴吉 第40話「おりん」（NHK総合・1975年）
- 世界史漫遊（NHK総合・1975年）
- うわさの委員会（NHK総合・1975年11月30日）
- 遠山の金さん（杉良太郎版・テレビ朝日・1975年-1977年、1979年） - 赤目玄蕃
- 敬礼!さわやかさん（テレビ朝日・1975年-1976年）
- マチャアキの森の石松（テレビ朝日・1975年-1976年）
- 愛のファインダー（関西テレビ・1976年）
- ベルサイユのトラック姐ちゃん 第14話（テレビ朝日・1976年）
- その人は今…（NHK総合・1976年-1977年） - 長島守
- 小夜子の駅（1976年11月13日、NHK総合） - 鈴木三郎
- 太陽にほえろ! 第229話「結婚」[注 6]（1976年、日本テレビ） -  池田政男（田口刑事の義兄）
- 連続テレビ小説（NHK総合）
  - 風見鶏（1977年-1978年） - 庄司友彦 役
  - はね駒（1986年）
- 気まぐれ本格派 第36話、第38話（日本テレビ・1978年） - 篠原 役
- 人間の証明（毎日放送・1978年）
- 西遊記、西遊記II（日本テレビ・1978年-1980年） - 沙悟浄 役
- 男なら!（TBS・1979年）
- 高木彬光シリーズ 白昼の死角（毎日放送・1979年） - 九鬼善司 役
- 長七郎天下ご免!（テレビ朝日 / 東映・1979年-1982年） - 杉山仙十郎
- 青春諸君!夏（TBS・1980年）
- 暴れん坊将軍シリーズ（テレビ朝日 / 東映）
  - 吉宗評判記 暴れん坊将軍 第154話「棺桶の中に咲いた恋」（1981年） - 善六
  - 暴れん坊将軍II 第40話「泣くな、隠密落第生!」（1983年） - 仙田弥市
- 小児病棟 〜カネボウヒューマンスペシャル(1)〜（1980年12月3日、日本テレビ） - 村井
- 氷山のごとく（関西テレビ・1980年-1981年）
- 思えば遠くへ来たもんだ（TBS・1981年）
- いつか黄昏の街で（毎日放送・1981年）
- ある日突然恋だった（TBS・1982年）
- はじめまして・再婚（毎日放送・1982年）
- 女7人あつまれば（TBS・1982年-1983年）
- 眠狂四郎円月殺法（テレビ東京・1982年-1983年） - 都田水心
- ちびっ子かあちゃん（TBS・1983年）
- 月曜ドラマランド（フジテレビ）
  - うっかり夫人ちゃっかり夫人（1983年）
  - おニャン子捕物帳 謎の村雨城（1987年）
  - おさな妻! ママはあぶない17才!!（1987年）
- 静かなる良人（フジテレビ・1984年）
- 大岡越前 第8部 第17話「らくだが死んだ」（TBS・1984年11月12日） - 馬
- おしゃべり人物伝（NHK総合・1984年-1985年）
- ママ、大変だァ!（テレビ朝日・1985年）
- お鏡（TBS・1985年）
- 大河ドラマ（NHK総合）
  - 春の波涛（1985年）
- 血液型殺人事件 霧の那須高原襲われた女探偵（テレビ朝日・1985年）
- パパ合格ママは失格（日本テレビ・1986年）
- 火曜サスペンス劇場（日本テレビ）
  - 無能の真実（1985年）
  - ハネムーン（1986年）
  - 陰膳（1995年）
- 探偵・神津恭介の殺人推理（テレビ朝日・1986年-1990年）-松下捜査一課長
- 派閥抗争殺人事件（関西テレビ・1987年）
- 殺意の証明（日本テレビ・1987年）
- 危機一髪!嫁・姑（毎日放送・1987年）
- にっぽん笑売人（関西テレビ・1988年）
- 松本清張サスペンス / 年下の男（関西テレビ・1988年） - 茂田常雄 役
- いとしの婿どの（東海テレビ・1989年）
- 天国から北へ3キロ（フジテレビ・1991年）
- アイとサムの街（TBS・1991年）
- 世にも奇妙な物語 『タイム・スクーター』（フジテレビ・1991年）
- 夏の嵐!（TBS・1992年） - 片山伸一
- 嘘つきは夫婦のはじまり（日本テレビ・1993年）
- 俺たちの銀行強盗（テレビ朝日・1996年） - 浜崎医師 役
- 名探偵 保健室のオバさん（テレビ朝日・1997年）
- 明日があるさ（日本テレビ・2001年）
- フードファイトスペシャル 〜深夜特急死闘編〜（日本テレビ・2001年9月29日）
- 電車男（フジテレビ・2005年） - 山田恒生 役
  - 電車男DX 最後の聖戦（2006年9月23日）
- クロサギ（TBS・2006年） - 御木本 役
- お台場湾岸テレビ（フジテレビ・2006年）
- てやんでいBaby（WOWOW・2008年） - 組長 / 神様 役（二役）
- 示談交渉人 ゴタ消し（日本テレビ・2011年）

### テレビ（声優）
- ぽっぺん先生と帰らずの沼（1982年、TBS）
- どくとるマンボウ&怪盗ジバコ 宇宙より愛をこめて（1983年、フジテレビ）どくとるマンボウ 役
- ひげよさらば（1984年-1985年、NHK総合）ゴロ 役

### その他のテレビ番組
レギュラー
| 期間          | 期間          | 番組名                                        | 役職         |
| ------------- | ------------- | --------------------------------------------- | ------------ |
| 1972年10月1日 | 1973年3月25日 | 歌う夢のデイト→二人のジョッキー（フジテレビ） | 司会         |
| 1975年頃      | 終了時期不明  | テレサG（TBS）                                | 司会         |
| 1984年10月1日 | 1998年4月6日  | ルックルックこんにちは（日本テレビ）          | 司会         |
| 1997年4月     | 1998年3月     | 特ダネ!歩くテレビ（テレビ東京）               | ナビゲーター |

不定期出演
- 情報ライブ ミヤネ屋（読売テレビ）

単発・ゲストなど
- ダウンタウンのガキの使いやあらへんで!!（日本テレビ）※常連ゲスト
- めちゃ2イケてるッ!（フジテレビ系）
- クイズ$ミリオネア（フジテレビ系） ※計2回出場（小緒理夫人が出場した際もサポーターとして出演）
- カスペ!・イマだ!タレント再生工場 「ノムさん」（フジテレビ系）
- とんねるずのみなさんのおかげでした（フジテレビ系）
- アッコとマチャミの新型テレビ（福岡放送）
- ダウンタウンDX（読売テレビ）
- 今夜はえみぃ〜GO!!（毎日放送）
- かつみ♥さゆりの爆笑!夫婦対決 in マウイ（関西テレビ）
- 驚き!謎マネー100連発・世間を騒がすアノ値段一挙公開スペシャル5（日本テレビ）
- 太田光の私が総理大臣になったら…秘書田中。（日本テレビ系）
- R30（TBS系）
- メントレG（フジテレビ系）
- レディス4（テレビ東京系）
- 2時っチャオ!（TBS系）
- 銀座の母スペシャル（TBS系）
- みんなのうた（NHK）
  - 「パパおしえて」（1975年版）初回放送月:1975年04月〜05月
  - 「風の子守歌」初回放送月:1976年12月〜1977年01月
  - 「パパおしえて」（1982年版）初回放送月:1982年06月〜07月 ※映像にも出演
  - 「オナカの大きな王子さま」（1983年版）初回放送月:1983年02月〜03月
- 北半球で一番くだらない番組 2（フジテレビ系、2001年12月28日）
- チャンスドビュッシー（現BSテレ東※BSジャパン当時、2008年5月12日）
- GO!GO!アッキーナ（テレビ東京系）
- リンカーン（TBS系、2009年2月24日）

など

### ラジオ
- 歌謡大行進（文化放送）[注 7]
- 布施とシローの歌謡曲でいってみよう（文化放送）
- 布施とシローの音楽仕様のおもちゃ箱（文化放送）
- 岸部シローのオールナイトニッポン（ニッポン放送）
- 岸部シロー 岸部のアルバム（CBCラジオ）
- サバイバル宣言（朝日放送ラジオ、1980年）
- 岸部シローのサンデー貯金箱（KBS京都）

### オリジナルビデオ
- 新・おれは男だ! めざせ! 日本一のサラリーマン新・おれは男だ!!（1990年・日本ソフトシステム）
- 浪商のヤマモトじゃ!（2003年・GPミュージアムソフト）

### 舞台
- お葬式

### CM
- 極東ノート（現・日本ノート）
- 明治
  - 旧・明治製菓 - 明治ミルクチョコレート（ザ・タイガースとして出演）、明治なんきんまね
  - 旧・明治乳業 - 明治ブルガリアヨーグルト
- 明星食品 - 明星ラーメンビーフ味（単独出演）、明星QUICK1（ザ・タイガースとして出演）
- コーセー（ザ・タイガースとして出演）
- 日本酒センター（ザ・タイガースとして出演）
- 東京ガスガスファンヒーター（1983年、渡部絵美と共演）
- 三菱化成食品 豆乳マプロン (1983年)
- 花王ビオレうるおい洗顔料
- 関西銀行（現・関西みらい銀行）
- 旭化成ヘーベルハウス
- GREE[19]
- サンワハウス
- アフラック
- 三菱自動車工業 ミニカF4

### その他
- 12012のシングル「MERRY GO WORLD」（2008年）のPVに出演
- fripSideのシングル「Heaven is a Place on Earth」（2011年）のPVに出演

## ディスコグラフィ

### サリー&シロー
アルバム
- トラ70619（1970年2月）
  - 収録された「どうにかなるさ」は、のちに作曲したかまやつひろしがセルフカバーし、シングル発売する。

### シローとBREAD&BUTTER
シングル
- 野生の馬／雨の日のあなたは（1971年4月）
- バタフライ／ハッピネス（1971年8月）

アルバム
- ムーン・ライト（1972年3月）

### 岸部シロー
シングル
- ポケナン・ポケタン・ポケット／東口広場（1972年6月）

### タイガース・メモリアル・クラブ・バンド
シングル
- 懐かしきラブ・ソング
- 君よ女神のままに
- ブルー・シャトゥを君だけに/G.Sが好きさ好きさ好きさ
- 未来への花束
- OH OH OH 〜We are the Winners〜

アルバム
- タイガース・メモリアル・クラブ・バンド
- タイガース・メモリアル・クラブ・バンド II 「ぼくと、ぼくらの夏」

ビデオ
- G.Sフェスティバル
- 懐かしきラブ・ソング

### ザ・タイガースマニア
シングル
- 涙のロマンス

### 岸部シロー＆キャロライン洋子
- ペペとミミのうた

### その他
CD
- ザ・ピーナッツ・オン・ステージ　（MCのみ）

DVD
- ブレッド＆バター LIVE 2006 （ゲスト出演）

## 著書
- 『岸部シローの暗くならずにお金が貯まる方法〜貯めだしたら止まらない〜』（主婦の友社）1983
- 『岸部シローのお金上手〜誰よりもお金を愛す〜』（主婦の友社）1984
- 『ニュー30'sの憂鬱 けして悪くはないがもうひとつ』みき書房, 1985
- 『OLのためのファッション金銭学』（婦人生活社）1985
- 『ザ・タイガースと呼ばれた男たち ある団塊の世代の肖像』藤井剛彦事務所編（あすか書房）1990
- 『岸部のアルバム 〜「物」と四郎の半生記』 （夏目書房）1996
古物・古本収集をしていた頃の著書、タイトルの元ネタはドラマ『岸辺のアルバム』。
- 『金融地獄』（いれぶん出版）1998
- 『銭で成功した奴失敗した奴 青木雄二vs.岸部四郎』（ぶんか社）2001
- 『その手に乗るな! 年収一億八千万円男の自己破産反省記』（ぶんか社）2001
- 『後ろ向き: 一週間に一日幸せならいい』（幻冬舎）2006
- 『いまさらシロ〜』（ジュリアン）2008、ISBN 978-4902584738
自らのブログ「岸部シローの四郎マンション」を単行本化。

## 関連人物
- 沢田研二
- 岸部一徳
- 森本太郎
- 竹内義和
- ブレッド&バター
- 大里洋吉 - 元マネージャー（現アミューズ会長）[20]